# Nail Omerović
Nail Omerović, né le 20 octobre 2002 à Tuzla en Bosnie-Herzégovine, est un footballeur international bosnien qui évolue au poste d'arrière droit au NK Osijek.

## Biographie

### En club
Né à Tuzla en Bosnie-Herzégovine, Nail Omerović est formé par le NK Zvijezda Gradačac, puis par le FK Sloboda Tuzla. Il rejoint ensuite la Croatie et le NK Osijek où il est dans un premier temps intégré à l'équipe réserve du club. Le 23 février 2023 il prolonge son contrat avec le NK Osijek jusqu'en juin 2026 et est définitivement intégré à l'équipe première.

### En sélection
Nail Omerović représente l'équipe de Bosnie-Herzégovine des moins de 19 ans. Il joue un total de trois matchs, tous en 2020.
Il joue son premier match avec l'équipe de Bosnie-Herzégovine espoirs le 28 mars 2023, lors d'un match amical contre la Chine. Il entre en jeu à la place d'Admir Bristrić et son équipe l'emporte par deux buts à zéro.
En mai 2024, Nail Omerović est convoqué pour la première fois avec l'Équipe nationale de Bosnie-Herzégovine, par le sélectionneur Sergej Barbarez.